# Henga el cazador
Yor vânătorul (în spaniolă Henga el cazador) este un personaj de benzi desenate argentinian creat în 1974 de Ray Collins (pseudonimul scriitorului Eugenio Zappietro) și de artistul Juan Zanotto. A apărut pentru prima dată în revista de benzi desenate argentiniene Skorpio.
Saga este stabilită la începutul erei neolitice  și se învârte în jurul Atlantidei mitologice și a originilor misterioase ale personajului principal, un vânător tânăr și blond. Lumea în care trăiește Yor este un amestec de triburi preistorice și animale (inclusiv dinozauri și alți monștri) și de teme science fiction, în special despre ultimii supraviețuitori ai unei civilizații foarte avansate, care este acum pe punctul de a dispărea. De-a lungul seriei, Hor, fiul lui Yor și, de asemenea, un războinic tânăr, este introdus.

## Traducere și adaptare
A apărut în revista italiană Lanciostory începând cu primul număr (# 0) în 1975. Filmul italian Yor, Hunter from the Future (1983) este inspirat din banda desenată.